# Сан Карло (Месина)
Сан Карло је насеље у Италији у округу Месина, региону Сицилија.
Према процени из 2011. у насељу је живело 109 становника. Насеље се налази на надморској висини од 375 м.